# 四臭化セレン
四臭化セレン（ししゅうか─、 selenium tetrabromide）は、セレンの臭化物にあたる無機化合物で、組成式はSeBr4。
この黄色または赤褐色の結晶は、湿った空気中の水と反応し、セレナイトを形成する。 二硫化炭素、クロロホルム、ブロモエタンに可溶。臭素とセレンの元素を混合することで生成される。   
{\displaystyle {\rm {\ Se+2Br_{2}\rightarrow SeBr_{4}}}}